# دريتيمان شاترجي
دريتيمان شاترجي هو ممثل هندي (وحمل سابقاً جنسية الراج البريطاني)، ولد في 30 مايو 1945 بكلكتا في الهند.

## أعمال

### أفلام
- (2007) غورو
- (2012) كهاني

## وصلات خارجية
- دريتيمان شاترجي على موقع IMDb (الإنجليزية)
- دريتيمان شاترجي على موقع قاعدة بيانات الفيلم (الإنجليزية)